# Safia Farhat
Safia Farhat (în arabă صفية فرحات) (n. 1924, Rades, Guvernoratul Ben Arous, Tunisia – d. 7 februarie 2004, Rades, Guvernoratul Ben Arous, Tunisia) a fost un pionier al artelor vizuale în Tunisia, precum și profesoară universitară și activistă pentru drepturile femeilor. Este amintită pentru că a pus bazele tapiseriei moderne în țara ei, precum și pentru contribuțiile sale în domeniile designului, picturii, ceramicii, tapițeriei și artelor decorative, folosind diverse materiale, cum ar fi ștampile, ceramică, vitralii și tapiserie. Farhat a fondat și prima revistă feministă arabo-africană, Faiza.

## Biografie
Născută la Radès în 1924, a studiat în Franța și în Tunisia, inclusiv la Institutul de Arte Plastice din Tunis.
Farhat este amintită pentru că a pus bazele tapiseriei moderne în Tunisia. A jucat un rol crucial în crearea de colaborări între artiști și meșteșugari din industria artizanală de stat în perioada socialismului tunisian. Rolul ei ca prima femeie și prima directoare tunisiană a Școlii postcoloniale de Arte Frumoase din Tunis a ajutat la schimbarea culturii coloniale a școlii, dominată de bărbați, într-una care a admis și a produs o generație de artiste și profesori de sex feminin.
În 1949, a participat la mișcarea artistică a École de Tunis (Școala din Tunis), fiind singura femeie asociată acestui grup. În 1959, a fondat revista Faiza, prima revistă pentru femei tunisiene după independența țării. A contribuit la reformarea și revizuirea predării artei și a fost primul directoare tunisiană a Școlii de Arte Plastice din Tunis unde a predat la sfârșitul anilor 1950. A fost directoare a Institutului de Arte Frumoase din Tunis începând cu 1966, conducând noua școală de arhitectură.
Farhat a proiectat timbre poștale tunisiene. În 1980, au fost emise două - care prezentau dantela Chebka și lucrări de metal, iar ea a fost responsabilă pentru unul dintre ele.
Farhat a contribuit la crearea Asociației Tunisiene a Femeilor Democrate și a fost activistă în apărarea drepturilor femeilor. De asemenea, a fost asociată cu Association des peintres et amateurs de'art en Tunisie (președinte); Zin (co-fondator, companie de decorațiuni; și Centre des Arts Vivants din Rades (fondator; 1981) împreună cu soțul ei Ammar Farhat⁠(d), pe care l-au donat statului tunisian. Farhat a creat opere în diferite forme de artă, inclusiv vitralii, desene, picturi, reliefuri, fresce si mai ales tapiserii decorative. Ea a murit în 2004.